# Amaury de Valenciennes
Amaury, mort en 973, fut comte de Valenciennes de 964 à 973.
Godefroy, duc de Basse-Lotharingie, avait reçu le comté de Hainaut, composé des villes de Mons et de Valenciennes, après la disgrâce du comte Régnier III de Hainaut. À la mort de Godefroy, Amaury reçoit le comté de Valenciennes, tandis que Richer est investi de Mons. Amaury doit repousser les attaques de Régnier IV et de Lambert, les fils de Régnier III, qui n'ont pas renoncé au comté paternel.

## Source
- L. Vanderkindere, « Régnier IV », Académie royale de Belgique, Biographie nationale, vol. 19, Bruxelles, 1907 [détail des éditions], p. 879.